# Echinogorgia sphaerophora
Echinogorgia sphaerophora is een zachte koraalsoort uit de familie Plexauridae. De koraalsoort komt uit het geslacht Echinogorgia. Echinogorgia sphaerophora werd in 1919 voor het eerst wetenschappelijk beschreven door Kükenthal. 